# 安齋竜三
安齋 竜三（あんざい りゅうぞう、1980年11月10日 - ）は、福島県出身の元プロバスケットボール選手、指導者であるが、後述のパワーハラスメントを行い活動停止中。ポジションはガード。田臥世代の一人。

## 来歴

### 学生時代
小学校・中学校・高校・大学の2年先輩に渡邉拓馬がいる。

### プロ
卒業後、日本リーグの大塚商会アルファーズに入団。
2005年に発足したbjリーグの埼玉ブロンコスにドラフト1巡目指名を受け入団。
2007年、JBL2の栃木ブレックスへ移籍。事実上の古巣復帰となる。
2013年引退。

### 指導者
引退後の2013-14シーズンから栃木ブレックスのアシスタントコーチ。長谷川健志が体調不良で退任したことに伴い2017-18シーズンの途中からヘッドコーチに昇格した。
2020-21シーズンには4年ぶりとなるファイナル進出に貢献するも、千葉Jに敗れ、優勝を逃すも、翌シーズンの2021-22シーズンはワイルドカードからの勝ち上がりで2年連続ファイナル進出を果たすと、総合1位だった琉球に2連勝を決め、5シーズンぶり2度目のリーグ優勝に貢献した後、ヘッドコーチを退任した。
2022-23シーズンから大塚商会の後進のプロチームである越谷アルファーズのアドバイザーに就任した。そして翌2023-24シーズンから越谷のヘッドコーチ兼アシスタントゼネラルマネージャーに就任し、2シーズンぶりの現場復帰となった。
2025年7月28日、Bリーグは越谷アルファーズ所属の安齋竜三ヘッドコーチによる規約違反を発表した。「2024－25シーズンを通して、選手に対して、怒鳴る、威圧的な態度をとるなど反復継続してハラスメント行為等を行った事実」を認定。安齋HCは選手へ「試合中、選手が通りすぎたタイミングなど、当該選手が自身に向けられたと認識せざるを得ない状況で『死ね』と発言した」、「選手に向けて、および選手が自身に向けられたと認識せざるを得ない状況で『クソが』などと複数回発言した」、「2025年1月4日、ハーフタイムのロッカールームにて、特定の選手複数名に対し、『お前、給料いくらもらってんだ、言ってみろ。恥ずかしくないのか』と発言するとともに、その発言に際してロッカーを叩いた」、「2025年2月1日、試合後のロッカールームにて、特定の選手に対し、当該選手に課せられた責任を果たしていない旨の発言をした上で、『言いたいことがあるなら言ってみろよ』、『お前も人間だろ。言ってみろよ』と言いながら詰め寄った」といった行為があったという。安齋HCに「けん責およびバスケットボール関連活動の全部の停止・禁止3ヶ月間」、越谷に「けん責および制裁金200万円」の制裁が科されたまた、リーグは「威圧的で人格否定的、人格侮辱的言動を繰り返した事案であり、その態様は長きにわたり反復継続されたものであり、またハラスメントを受けた選手も多く、これに起因して複数の選手が心身の不調をきたし、競技環境の変更を余儀なくされた選手もいるなど、非常に程度の重いハラスメント事案」としている。

## 経歴
- 福島市立蓬莱中
福島工業高
拓殖大
大塚商会 2003-2005 
埼玉ブロンコス 2005-2007 
栃木ブレックス
リンク栃木ブレックス
宇都宮ブレックス 2007-2022 
越谷アルファーズ 2022-
- 2021年7月10日、鹿沼そば大使に就任した[6]。

## 私生活
- 2006年6月に結婚。妻の麻里（旧姓・紺野）も元バスケットボール選手で、JOMOに在籍しアテネオリンピックにも出場した。